# Departamento de Ayacucho (Confederación Perú-Boliviana)
Ayacucho fue uno de los cinco departamentos que conformaban el Estado Sud-Peruano, perteneciente a la Confederación Perú-Boliviana.
Limitaba al norte con el departamento de Junín del Estado Nor-Peruano, al oeste con el departamento de Lima del Estado Nor-Peruano al este con el departamento del Cuzco, y al sur con el departamento de Arequipa.

## Historia
Ayacucho envió diputados a la Asamblea de Sicuani de marzo de 1836, en donde fue redactada la Constitución del Estado Sud Peruano con la tutela del entonces político rebelde Nicolás Fernández de Piérola y Flores en plena guerra civil peruana desde 1835. La constitución proclamó el Estado Sud-Peruano y la alianza con las fuerzas bolivianas de ocupación para la creación de la Confederación Perú-Boliviana.
Con la victoria de Piérola, la Ley Fundamental de 1837 en Tacna, con aprobación del autoproclamado supremo protector Andrés de Santa Cruz, reconoció a Ayacucho como un departamento fundador de la Confederación.
Ayacucho también tenía diputados en el Congreso de la Confederación como parte del grupo parlamentario sud-peruano.

## Organización
Ayacucho estaba sujeto sujeto al Gobierno General, su gobernador era nombrado por el presidente del Estado, y este a su vez era nombrado por el supremo protector de turno. El gobernador estaba en la obligación de elegir representantes de su departamento para participar en las asambleas de Sicuani, que eran ordenadas por el presidente del Estado sud-peruano.

## Territorio
En lo que respecta a su territorio, Ayacucho se encuentra dividido entre los modernos departamentos peruanos de Ayacucho, Huancavelica y el oeste de Apurímac.